# Дом (коммуна)
Дом (фр. Domme) — коммуна на юго-западе Франции в департаменте Дордонь (регион Аквитания). Дом является центром одноимённого кантона.
Поселение включено в список «Самые красивые города Франции».

## География
Коммуна находится на территории исторического края Чёрный Перигор. Дом представляет собой укреплённое поселение (бастиду), расположенное на скалистом отроге на высоте 250 метров над уровнем реки Дордонь. Вместо характерной для бастид прямоугольной формы, Дом имеет форму трапеции. Окружающие поселение укрепления выполнены с учётом этой формы и ландшафта.

## История
Дом является французской бастидой, расположенной на скальном утёсе, возвышающемся над долиной Дордони. Бастиду основал в 1281 году король Франции Филипп III Смелый.
Город обладал привилегией чеканить собственную монету.
В 1307 году во время кампании по аресту тамплиеров в Доме под стражей содержали 70 рыцарей ордена. Их доставили из диоцезов Перигё, Каора, Родеза, Буржа, Лиможа, Клермона, Ангулема и Пуатье. Они оставили множество выцарапанных надписей на вратах бастиды porte des Tours как свидетельство своего прохождения через город. Храмовники использовали геометрическую символику, восьмиугольник означал Грааль, крест под треугольником Голгофу, квадрат — орден тамплиеров. Кругами они символизировали своё заточение. Рисунки с этой скудной символикой обнаружили также в Лоше, Жизоре и в Шиноне, однако их достоверность оспорили специалисты. Для большинства этих заключённых судебный процесс начался в Париже в марте 1310 года.
В дальнейшем, в период Столетней войны, бастида стала лакомым куском для англичан. Первый захват Дома англичанами случился в 1347 году. После этого городом попеременно обладали то французы, то англичане, пока в 1437 году Дом не вернулся окончательно в руки французов.
Новые неприятности случились в эпоху французских религиозных войн. В 1588 году бастиду захватил капитан гугенотов Жоффруа де Виван из гарнизона Кастельно, который ночью забрался со своими людьми по скале, чтобы изнутри открыть ворота бастиды для своих основных сил. Тем не менее удача была на стороне войск католиков и в 1592 году де Виван был вынужден уступить им бастиду.
Вскоре после начала размеренной жизни бастиды коснулись события антифеодального восстания Жакерия кроканов в 1594 году, повторившись затем в 1637 году.
Пора расцвета в Доме пришлась на XVII век, после чего наступил период упадка, благодаря которому его достопримечательности сохранились до наших дней.

## Достопримечательности
В Доме есть две площади:
- Площадь place de la Halle, где издавна велась торговля
- Площадь place de la Rode, где колесовали осуждённых.

Также в городке проводили ярмарки и чеканили монету.
- Шато Кудон, XIX век, внесён в дополнительный список исторических памятников; сады шато включены в список «Выдающихся садов Франции» (Jardin remarquable)[5].
- Монолитная часовня в Кудоне, внесена в дополнительный список исторических памятников Франции.
- Ворота бастиды porte des Tours,
- Рыночная площадь place de la Halle,
- Доммская пещера, расположенная под зданием рынка. Она служила убежищем для горожан в эпоху Столетней войны и французских религиозных войн.
- Бельведер «Barre» (утёс) в Доме, нависающий над долиной Дордони.
- Музей народного творчества и ремёсел Поля Реклю, площадь place de la Halle[6].

На территории коммуны расположен крупнейший центр радиоэлектронной разведки Frenchelon французского Генерального директората внешней безопасности.

## В искусстве
В 1968 году в Доме проходили съёмки киноленты «Татуированный» режиссёра Дени де Ла Пательера с Жаном Габеном и Луи де Фюнесом в главных ролях.